# Cathédrale de Bénévent
La cathédrale de Bénévent est la plus grande église chrétienne de la ville et de l'archidiocèse de Bénévent. Elle existe depuis les débuts de l'Église de Bénévent, mais a été presque détruite par les bombardements alliés durant la Seconde Guerre mondiale, et reconstruite par la suite.
La cathédrale, dédiée à Sancta Maria de Episcopo, donne sur la place du même nom, elle est située derrière le palais de l'archevêque.
La cathédrale longtemps fermée pour rénovation, les travaux ayant été interrompus à plusieurs reprises en raison de la découverte de plusieurs pièces archéologiques, essentiellement liées à la fin période romaine de la ville et aux cultes païens qui s'y déroulaient a été rouverte au public le 11 octobre 2012 .

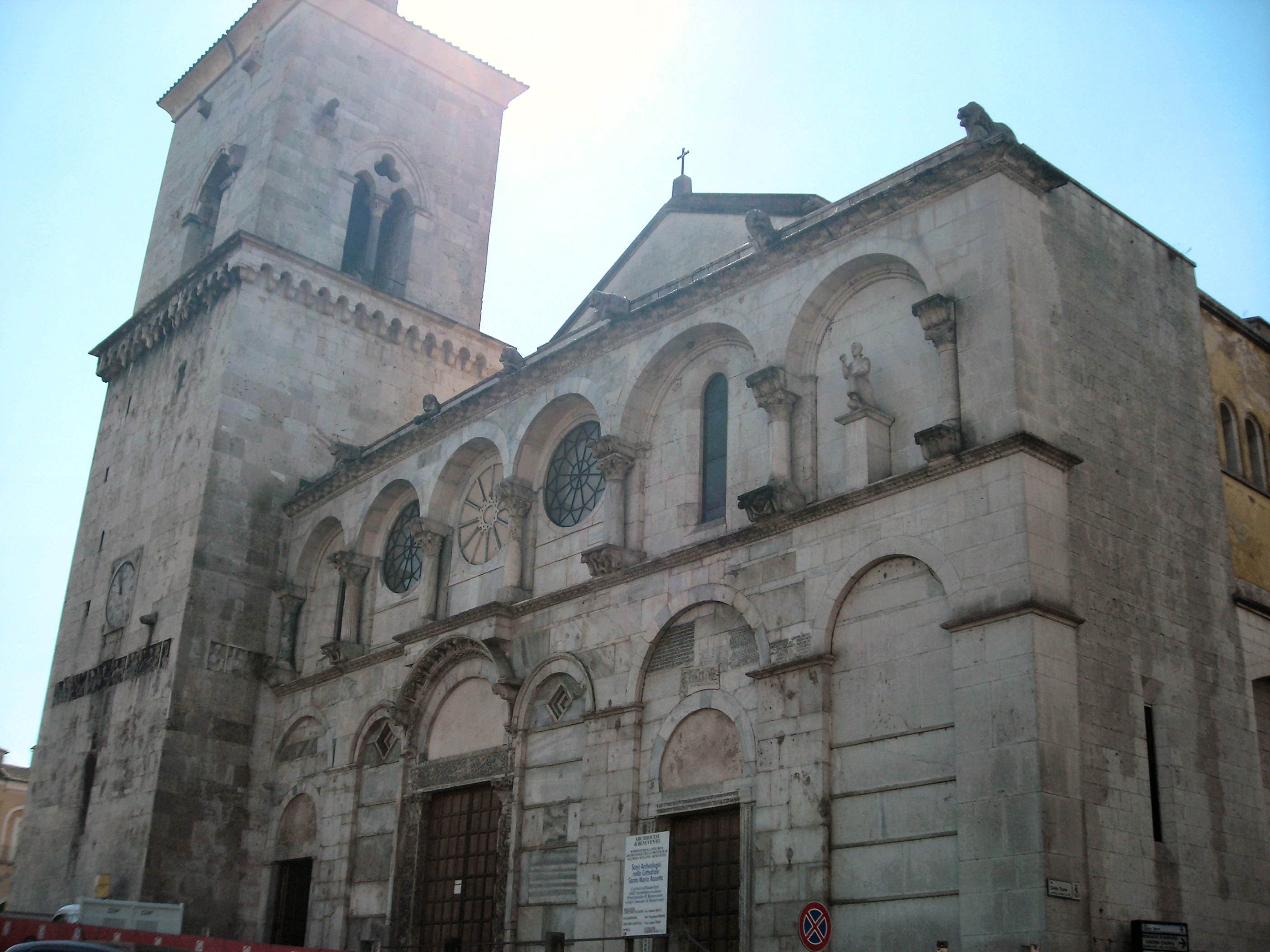
La façade et le clocher.
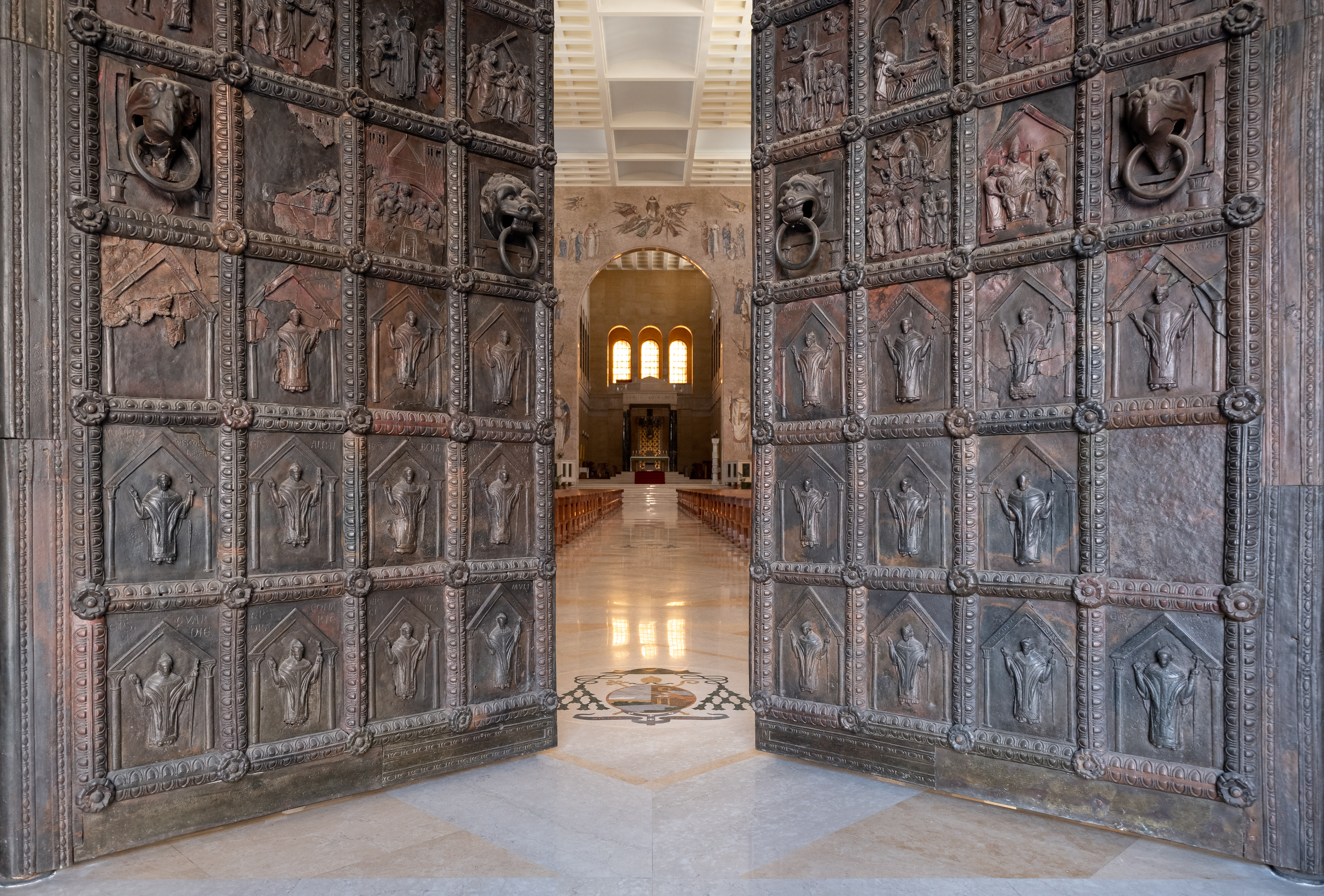
La Janua Maior, porte en bronze de la fin du XIIe siècle.
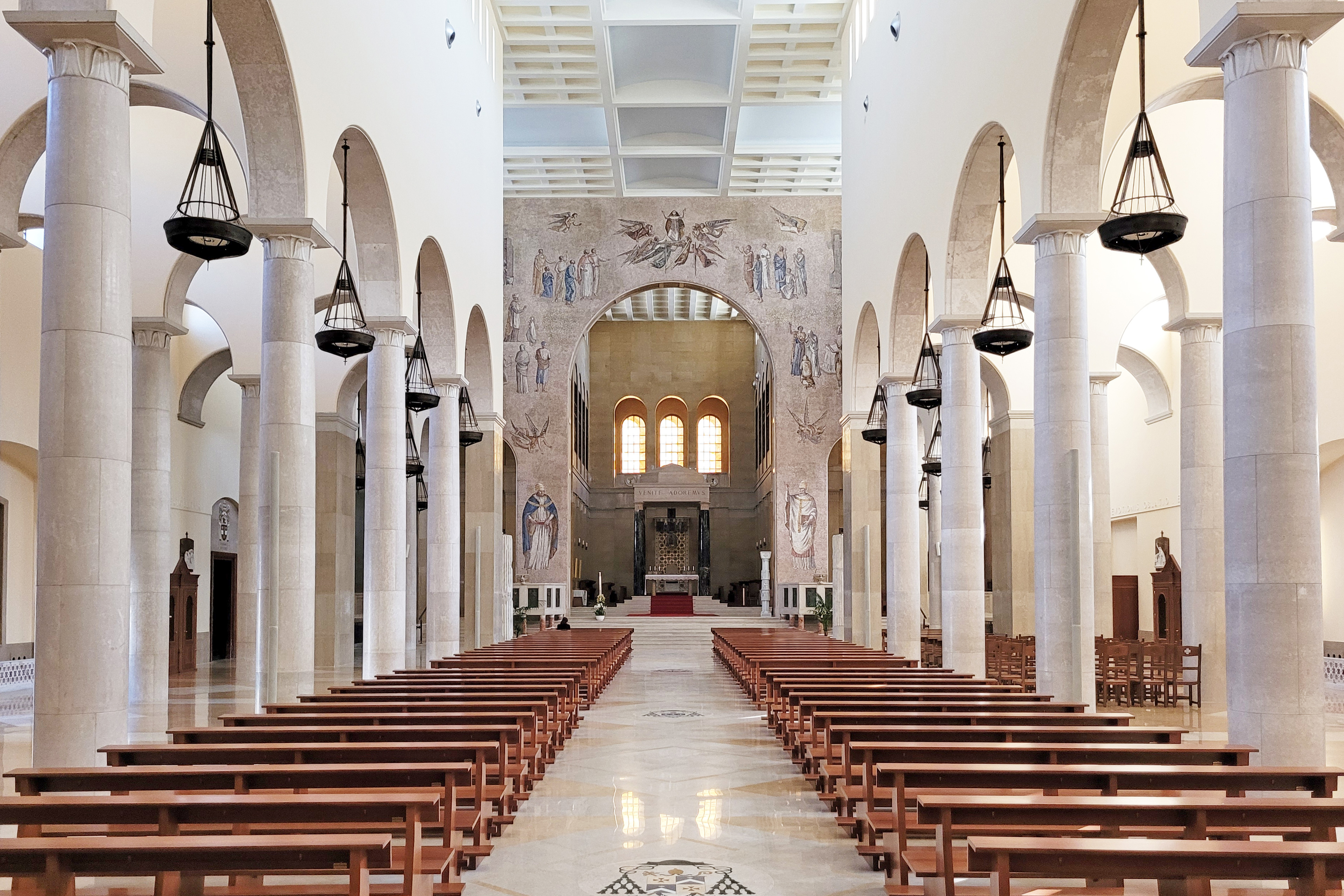
L'intérieur avec les trois nefs.

## Source
- (it) Cet article est partiellement ou en totalité issu de l’article de Wikipédia en italien intitulé « Duomo di Benevento » (voir la liste des auteurs).